# Heinrichswil-Winistorf
Heinrichswil-Winistorf es una comuna suiza del cantón de Soleura, situada en el distrito de Wasseramt. Limita al norte con las comunas de Halten y Hersiwil, al este con Aeschi y Seeberg (BE), al sur con Hellsau (BE), Höchstetten (BE) y Willadingen (BE), y al oeste con Recherswil. 
La comuna de Heinrichswil-Winistorf es el resultado de la fusión en 1993 de las comunas de Heinrichswil y Winistorf.

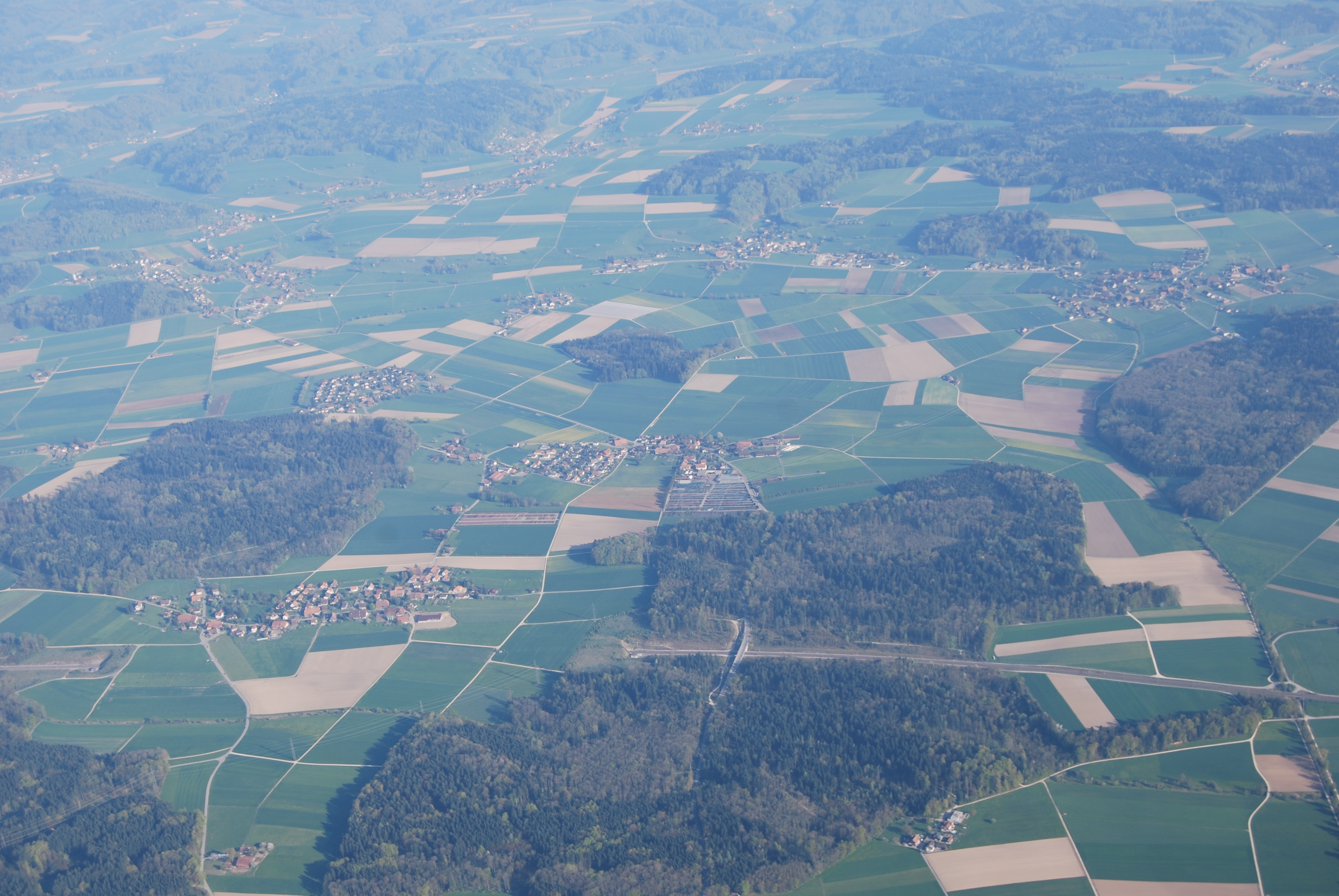
Vista aérea del área de Heinrichswil-Winistorf.